# قريفص
القريفص (الاسم العلمي:Serraniculus) هو جنس أحادي النمط من الأسماك يتبع الفصيلة القرفصية من رتبة الفرخيات. القريفص القزمي (Serraniculus pumilio) هو النوع الوحيد في هذا الجنس.